# Snuff (песня)
«Snuff» —  пауэр-баллада американской ню-метал-группы Slipknot. Песня стала пятым синглом с четвёртого альбома группы All Hope Is Gone. Песня была выпущена в качестве радиосингла 28 сентября 2009. Slipknot начали играть эту песню вживую 11 октября 2009. 14 октября 2009 звукозаписывающая компания Roadrunner Records объявила о том, что на песню будет снято видео, которое было представлено 18 декабря, 2009 в 21:09 PST. Видео, являющееся короткометражным фильмом, было срежиссировано при содействии Шона Крейена и П. Р. Брауна, в нём снялись Малкольм Макдауэлл и Эшли Лоренс. Это третий клип Slipknot, в котором Кори Тейлор появляется без маски. Также, это последний сингл группы, в котором участвует Пол Грей, умерший 24 мая 2010 года, и Джои Джордисон, который продолжал играть вместе группой в концертах до конца 2013 года.

## Смысл слов
Вокалист Кори Тейлор сказал о песне следующее: 
Лирическая песня. Ещё одна песня о личном. Повторяю, не указывая имён, это о том человеке, который помог мне пережить многое, и, как я полагал, она думала то же самое обо мне, но потом она меня сильно подвела. В то же время, хорошо, что она так поступила, потому что это помогло мне познать себя самого. Слова очевидные, говорят сами за себя.

Оригинальный текст: 
This is the slow one. It's another personal one. Again, not naming names, it's about someone who helped me through a lot and I thought she felt the same way that I did and then she really let me down. At the same time, it was good that she did, because it was that final push to me figuring out myself. The lyrics are pretty self-explanatory.
Шон Крейен сказал: 
Забавно, что все спрашивают: "Вы, ребята собираетесь записать ещё один альбом, похожий на Iowa?" Как бы то ни было, вы увидите что песню вроде "Snuff" полюбят все. Она понравится людям, ведь мы все любим посидеть в депрессии. Каждый может почувствовать боль внутри себя. Её нельзя преодолеть. Она присутствует с самого рождения. Грустное и радостное всегда присутствуют где-то внутри. Когда ты слушаешь песню вроде "Snuff" группы вроде Слипнот, ты оказываешься в неком исступлении. Это будет самое то для тебя, чтобы ты почувствовал грусть.
Оригинальный текст:
It's funny because everyone asks, 'Are you guys going to make another album like Iowa?' However, you're going to see that everyone will love a song like "Snuff." People are going to get into it because we all like to feel sad. Everyone can feel the pain that's in there. It's not forced upon you. You have it in there innately. Happy and sad are both always inside. When you hear a song like "Snuff" from a band like Slipknot, you can't help but be forced into that delirium. That's going to be a go-to song for you to just feel bad to.
| Чарт (2009)                               | Высшая позиция |
| ----------------------------------------- | -------------- |
| U.S. Billboard Alternative Songs          | 31             |
| U.S. Billboard Hot Mainstream Rock Tracks | 21             |
| U.S. Billboard Rock Songs                 | 33             |

## Состав группы
- (#8) Кори Тейлор — вокал, акустическая гитара
- (#7) Мик Томсон — гитара
- (#4) Джеймс Рут — гитара
- (#2) Пол Грей — бас-гитара, бэк-вокал
- (#1) Джои Джордисон — ударные
- (#6) Шон Крейен — перкуссия, бэк-вокал, режиссёр клипа
- (#3) Крис Фен — перкуссия, бэк-вокал
- (#0) Сид Уилсон — диджей, клавишные
- (#5) Крэйг Джонс — семплер
- Дейв Фортман — продюсер
- Джереми Паркер — Сведение
- Колин Ричардсон — микширование
- Мэтт Хайд — звукооператор
- Оли Райт — помощник звукооператора
- Тед Енсен — мастеринг